# Fritz Braune
Karl Günther Fritz Braune (* 18. Juli 1910 in Mehrstedt; † 30. Dezember 1992 in Alsfeld) war ein deutscher SS-Obersturmbannführer, verurteilter Kriegsverbrecher, Mitarbeiter im Reichssicherheitshauptamt (RSHA) und Kommandeur des Sonderkommandos 4b der Einsatzgruppe C.

## Leben
Fritz Braune war Sohn eines kaufmännischen Angestellten Rudolf Braune und dessen Ehefrau Marie geboren. Nach dem Besuch der Volksschule in Mehrstedt absolvierte er eine kaufmännische Lehre bei einem Steuerrevisor, die er im Jahre 1928 mit der Kaufmannsgehilfenprüfung abschloss. In den folgenden Jahren war er als kaufmännischer Angestellter tätig. Ende des Jahres 1931 wurde er arbeitslos. Nach vorübergehenden Aushilfstätigkeiten in einem Rechtsanwaltsbüro und beim Amtsgericht Sondershausen gründete er am 1. November 1932 zusammen mit dem damaligen Oberbürgermeister von Altenburg eine nationalsozialistisch ausgerichtete Tageszeitung, das "Sonderhausener Kreisblatt" und arbeitete bis zum 31. Juli 1933 als deren Geschäftsführer.
Zum 1. Februar 1931 trat er in die NSDAP (Mitgliedsnummer 498.084) und zum 1. November 1935 in die SS (SS-Nummer 272.564) ein. Braune wurde zunächst dem SD-Oberabschnitt Südwest in Stuttgart zugewiesen und dort mit dem organisatorischen Aufbau der dem Oberabschnitt unterstellten SD-Abschnitte sowie mit der Bearbeitung der Personal- und Verwaltungsangelegenheiten des Oberabschnitts betraut. Am 1. November 1939 wurde er zum SD-Hauptamt in Berlin versetzt und übernahm dort die Leitung des Referats "Stellenbesetzung". Diese Aufgabe behielt er auch nach der Eingliederung des SD-Hauptamtes in das Reichssicherheitshauptamt bei. Es handelte sich hierbei um das Referat A 4 im Amt I des RSHA, das für die Personalangelegenheiten der bei den stationären SD-Dienststellen hauptamtlich tätigen SD-Angehörigen zuständig war. Nach der Besetzung Norwegens 1940 war SS-Sturmbannführer Fritz Braune für den Sicherheitsdienst in Oslo tätig.
Während der Invasion der Sowjetunion war er ab 2. Oktober 1941 als Nachfolger von Günther Herrmann Kommandoführer des Sonderkommandos 4b in der Einsatzgruppe C, die der Heeresgruppe Süd folgte. Damit war Braune führend am Mord an den Juden in der besetzten Ukraine beteiligt. Sein Bruder, Werner Braune, führte das Sonderkommando 11b in der Einsatzgruppe D an. Am 21. März 1942 wurde Fritz Braune als Kommandoführer des Sonderkommandos 4b von Walter Haensch abgelöst.
Danach kehrte er nach Berlin zurück und nahm seine frühere Tätigkeit in der Abteilung I A 4 (Personalien des SD) des RSHA auf. Am 20. April 1944 wurde er zum SS-Obersturmbannführer ernannt.
Nach dem Krieg begab sich Braune nach Osterode/Harz, wo er bis 1947 als Holzfäller arbeitete. Danach fand er eine Anstellung in einer Schraubenfabrik, in der er im Laufe der Zeit bis zum Abteilungsleiter aufstieg. Im Jahre 1956 wurde ihm von seiner Firma die Leitung eines in Homberg errichteten Zweigwerkes übertragen. Diese Stellung hatte er bis zu seiner erstmaligen Verhaftung am 28. Februar 1963 inne. Nach der Verschonung mit dem Vollzug der Untersuchungshaft am 4. Mai 1965 wurde er von seiner Firma wieder eingestellt, jedoch nicht mehr als Betriebsleiter, sondern nur noch als kaufmännischer Angestellter.
Am 12. Januar 1973 wurde Braune vom Landgericht Düsseldorf zu neun Jahren Haft für die Teilnahme an der Tötung von sowjetischen Juden und psychisch kranken Ukrainern in Poltawa, Artemowsk, Winniza, Kirowograd und Gorlowka verurteilt. Der Bundesgerichtshof bestätigte das Urteil am 1. April 1976. Am 18. März 1980 wurde seine Strafe zur Bewährung ausgesetzt.